# Thierry Béguin

Thierry Béguin (1992)

Thierry Béguin (* 2. Dezember 1947 in La Chaux-de-Fonds, heimatberechtigt in Rochefort) ist ein Schweizer Politiker (FDP).

## Leben
Von 1969 bis Februar 1973 gehörte Béguin der Redaktion der rechtsaussen positionierten Neuenburger Monatszeitschrift Réaction an. Diese stand in der Nachfolge der aufgelösten rechtsextremen Gruppe Ordre national neuchâtelois. Später schrieb er mit Geneviève Aubry für das etwas weniger rechts  positionierte Blatt L’Atout des Vereins Aktion für freie Meinungsäusserung.
Von 1976 bis 1988 war er im Conseil général (Stadtparlament von La Chaux-de-Fonds), per 30. November 1987 gelang ihm die Wahl in den Ständerat. Er hatte dort Einsitz in diversen Kommissionen und präsidierte diese zum Teil auch. Am 5. Dezember 1999 schied er aus dem Amt aus.
Der Generalstaatsanwalt hat das Anwaltspatent. Béguin ist verheiratet und hat vier Kinder. 